# تلفزة وفق بروتوكول الإنترنت
التلفزة وفق بروتوكول الإنترنت (بالإنجليزية: Internet Protocol television، تُختصر إلى IPTV)‏ أو تلفاز الإنترنت هو نظام إتاحة خدمة بث تلفزي رقمي باستخدام بروتوكول الإنترنت (IP) عبر شبكات الحاسوب، والتي كثيراً ما تعمل باستخدام خطوط إنترنت ذات نطاق عريض. وعمومًا فإن الفرق الرئيس بين نظام التلفزة وفق بروتوكول الإنترنت ونظم التلفاز التقليدية هو استخدام شبكات الحاسوب بدل طرق البث التقليدية لإيصال المادة المرئية للمشاهد. وهو نظام مختلف عن نظام تلفاز الإنترنت حيث أن الأول تستخدم فيه شبكات خاصة منفصلة (مثل الشبكات المحلية LANs) في حين أن تلفاز الإنترنت يعمل على شبكة الإنترنت. تُقدم خدمة التلفزة وفق بروتوكول الإنترنت غالبا لإتاحة خدمة الفيديو حسب الطلب (Video on Demand) وذلك بالترافق مع خدمة الصوت عبر الإنترنت (VoIP) ومع القدرة على الوصول إلى الإنترنت وذلك فيما يعرف بمصطلح اللعب الثلاثي (triple play).

## نبذة
ظهرت تعريفات عديدة ومختلفة من التلفزة عبر الإنترنت، بما في ذلك الابتدائية تيارات عبر شبكات بروتوكول الإنترنت، والنقل تيارات عبر شبكات بروتوكول الإنترنت، وعدد من الأنظمة الملكية. على الرغم من أن (في منتصف عام 2007) أنه من السابق لأوانه القول أن هناك توافق كامل في الآراء من بالضبط ما ينبغي أن يعني التلفزة عبر الإنترنت.
تعريف واحد للمستهلك والتلفزة عبر الإنترنت للنقل برنامج واحد أو تيارات متعددة (MPTS) التي مصدرها من قبل مشغل الشبكة نفسها التي تملكها أو تسيطر على مباشرة ميل «آخر» في الأماكن المستهلك. هذه السيطرة على تسليم تمكن مضمونة الجودة للخدمات المقدمة)، ويسمح أيضا مزود الخدمة لتقديم تجربة مستخدم محسنة مثل دليل أفضل البرامج والخدمات التفاعلية الخ.
في البيئات التجارية التلفزة عبر الإنترنت تُنشر على نطاق واسع لتوزيع التلفزة المباشر، وقنوات البث والفيديو والفيديو حسب الطلب (فيديو عند الطلب (المواد عبر الشبكة المحلية أو الواسعة الملكية الفكرية في شبكة البنى التحتية، مع جودة الخدمات الخاضعة للرقابة.
تعريف الرسمية المعتمدة من قبل مجموعة الاتحاد الدولي للاتصالات تركز على التلفزة عبر الإنترنت (قطاع تقييس الاتصالات جي. التلفزة عبر الإنترنت) هي على النحو التالي: «يعرف التلفزة عبر الإنترنت وخدمات الوسائط المتعددة مثل التلفاز / الفيديو / الصوت / النص / الرسومات / تسليم البيانات عبر شبكات بروتوكول الإنترنت استنادا تمكنت من إتاحة المستوى المطلوب من جودة الخدمة والخبرة، والأمن، والتفاعل والاعتمادية.»
مسؤول آخر في وتعريف أكثر تفصيلا من التلفزة عبر الإنترنت هو واحد التي قدمها الفريق الاستكشافي اتيس التلفزة عبر الإنترنت (اتيس هو منظمة عضو من قطاع تقييس الاتصالات) وقبل عام (2005):
«يعرف التلفزة عبر الإنترنت وإتاحة آمنة وموثوقة للمشتركين في الفيديو والترفيه والخدمات ذات الصلة، وهذه الخدمات قد تشمل، على سبيل المثال، التلفاز المباشر، والفيديو عند الطلب (فيديو عند الطلب) والتلفاز التفاعلي (القناة) وتُقدم هذه الخدمات عبر وصول الملحد، تحول حزمة شبكة الاتصال التي تستخدم بروتوكول الملكية الفكرية لنقل الصوت والفيديو وإشارات التحكم. وعلى النقيض من الفيديو عبر شبكة الإنترنت العامة، مع انتشار التلفزة عبر الإنترنت، وأمن الشبكات والأداء تدار بإحكام لضمان إتاحة تجربة ترفيهية فائقة، مما أدى إلى [بيئة الأعمال التجارية للقاهرة موفري المحتوى والمعلنين والمستهلكين على حد سواء.»

## تنسيقات
يعمل تلفاز بروتوكول التلفزة وفق بروتوكول الإنترنت في ثلاثة تنسيقات مختلفة: الفيديو حسب الطلب (VOD)، والوسائط التي يُغير الوقت فيها، والتلفزة المباشر
يتيح الفيديو حسب الطلب مشاهدة مقاطع الفيديو في أي وقت. تعد خدمات البث مثل نتفلكس وهولو وأمازون برايم فيديو أمثلة على الفيديو حسب الطلب. أنت تسأل عما تريد مشاهدته، وترسلة الخدمة إليك عبر الإنترنت.
تتيح لك الوسائط المنقولة بالوقت مشاهدة العروض التي فاتتك. غالبًا ما تقدم شبكات البث هذه الميزة، مما يتيح لك متابعة العروض في الوقت الذي يناسبك. ومع ذلك، المحتوى المشترك له عمر محدود ولا يمكن عرضه إلى أجل غير مسمى.
يتيح التلفزة المباشر عبر الإنترنت إمكانية مشاهدة البث المباشر، تمامًا مثل التلفاز التقليدي. يستخدم العديد من الأشخاص هذه الطريقة لبث الأحداث الرياضية على أجهزتهم المحمولة.
باختصار، يُتيح التلفزة وفق بروتوكول الإنترنت القدرة على مشاهدة مقاطع الفيديو عند الطلب، ومتابعة العروض الفائتة، ومشاهدة البث المباشر عبر الإنترنت.

## نمو الصناعة
من المتوقع أن يصل سوق تلفاز بروتوكول الإنترنت العالمي التلفزة وفق بروتوكول الإنترنت إلى 67.6 مليار دولار أمريكي بحلول عام 2027، بمعدل نمو سنوي مركب يبلغ 7.1٪. من المتوقع أن يؤدي الاتجاه المتزايد لاستهلاك المحتوى المستند إلى الإنترنت والقدرة على تحمل تكلفة الحزم المجمعة إلى زيادة عدد مشتركي التلفزة وفق بروتوكول الإنترنت. تساهم مرونة التلفزة وفق بروتوكول الإنترنت وواجهة المستخدم التفاعلية والميزات الشخصية في إمكانات السوق. يقدم مقدمو الخدمات حزمًا ثلاثية حزم لجذب العملاء، وهم يستثمرون في البنية التحتية للتسليم. ومع ذلك، يبحث العملاء عن حزم مخصصة، مما يدفع مقدمي الخدمات إلى تقديم حلول مخصصة. يساهم الانتقال من البث التقليدي إلى بروتوكول الإنترنت ودمج مشغلي الاتصالات عبر التلفزة وفق بروتوكول الإنترنت في نمو الصناعة. توفر تقنية الحوسبة السحابية فرصًا للنمو من خلال تمكين التوزيع الفعال للمحتوى، واقتصاد التكاليف، وتقليل تكاليف التخزين والتوزيع لمقدمي الخدمات.

## وصلات خارجية
- مقدمة إلى التلفزة وفق بروتوكول الإنترنت من موقع فن التكنولوجيا (بالإنجليزية)